# John Mauchly
John Mauchly   (Cincinnati, 30 d'agost de 1907 - Ambler, 8 de gener de 1980) va ser un físic estatunidenc que, juntament amb John Presper Eckert, va dissenyar l'ENIAC, el primer ordinador digital electrònic de propòsit general, així com l'EDVAC, el BINAC i l'UNIVAC I, el primer ordinador comercial fet als Estats Units.
Junt amb Eckert, van crear la primera empresa d'ordinadors, l'Eckert-Mauchly Computer Corporation, i van ser precursors en alguns conceptes fonamentals dels computadors, com el programa emmagatzemat, les subrutines i els llenguatges de programació. El seu treball va influir de manera determinant en l'explosió del desenvolupament d'ordinadors de finals dels anys 1940 arreu del món.

## Joventut i educació
Mauchly va néixer el 30 d'agost de 1907 a Cincinnati, Ohio. Va créixer a Chevy Chase, Maryland, mentre el seu pare era físic al Carnegie Institute of Washington, DC. Després va guanyar la Beca d'Enginyeria de l'Estat de Maryland, que li va permetre l'accés a la Johns Hopkins University la tardor de 1925, com a estudiant universitari no graduat, al programa d'Enginyeria Elèctrica. El 1927 va entrar directament a un programa de doctorat i va ser traslladat al programa de graduat en Física de la universitat. Va completar el doctorat el 1932 i es va convertir en professor de física al Ursinus College, prop de Filadèlfia, on va impartir classes des de 1933 fins a 1941.

## Moore School
El 1941 el Dr. Mauchly va fer un curs en Electrònica Militar a la Moore School of Engineering, part de la University of Pennsylvania. Allí va conèixer a John Presper Eckert, un graduat recent de la Moore School. Mauchly va acceptar una plaça de professor a la Moore School, que era un centre per a la computació militar. Eckert amb les seves idees el va animar a creure que els tubs de buit es podien fer més fiables amb les pràctiques d'enginyeria apropiades. El problema principal en el qual basava els seus estudis la Moore School era la balística: el càlcul de taules de tir per al gran nombre d'armes noves que l'armada dels EUA estava desenvolupant per als seus objectius militars. A principis de la dècada dels 40, Mauchly va escriure un memoràndum titulat: "Utilització de tubs al buit d'alta velocitat per a realitzar càlculs."

## ENIAC
El 1942 Mauchly va escriure un memoràndum proposant la construcció d'un ordinador electrònic de propòsit general. La proposta va emfatitzar l'enorme avantatge de velocitat que es podia guanyar usant l'electrònica digital sense parts mòbils. Herman Goldstine, que era l'enllaç entre l'Armada i la Moore School, es va assabentar de la idea i va demanar a Mauchly que escrivís una proposta formal. L'Armada va acordar amb la Moore School construir l'Electronic Numerical Integrator and Computer (ENIAC). Mauchly va encapçalar el disseny conceptual mentre que Eckert va portar a terme l'enginyeria del maquinari de l'ENIAC. Un gran nombre d'altres enginyers amb talent van contribuir al projecte secret "PX".
Gràcies als seus càlculs a gran velocitat, l'ENIAC podia resoldre problemes que fins llavors no eren plantejables. Era mil vegades més ràpida que la tecnologia existent. Podia sumar cinc mil nombres o fer catorze multiplicacions de deu dígits en un segon.
L'ENIAC podia ser programada per a executar seqüències i enllaços de suma, resta, multiplicació, divisió, elevació al quadrat, funcions d'entrada i sortida i salts de seqüència condicionals. La programació era per maquinari i reprogramar costava dies, però es va redissenyar l'any 1948 per permetre l'ús de programes emmagatzemats amb una petita pèrdua de velocitat.

## EDVAC
El disseny de l'ENIAC es va parar el 1944 per permetre'n la construcció. Eckert i Mauchly eren conscients de les limitacions de la màquina i van començar a fer plans per a un segon ordinador, que s'havia d'anomenar EDVAC. El gener de 1945 van obtenir un contracte per construir el seu ordinador de programes emmagatzemats. Eckert va proposar una memòria de mercuri per guardar tant el programa com les dades. Més tard, aquell mateix any, el matemàtic John von Neumann es va assabentar del projecte i es va unir en algunes de les discussions del projecte, redactant un document intern que descrivia l'EDVAC.
El terme Arquitectura de von Neumann va sorgir a partir d'un article de von Neumann, "First Draft of a Report about the EDVAC". Amb data de 30 de juny de 1945, va ser un primer informe escrit d'un ordinador de propòsit general amb programes emmagatzemats. Goldstine, en un moviment que crearia controvèrsia, va eliminar qualsevol referència a Eckert i Mauchly, i va distribuir el document a una sèrie de col·legues de von Neumann a tot el país. Les idees van ser àmpliament conegudes en el món dels dissenyadors d'ordinadors.
A part de la falta de crèdit, Eckert i Mauchly van patir més entrebancs a causa de les accions de Goldstine. La patent de l'ENIAC (OS Patent 3.120.606), emesa el 1964, es va arxivar el 26 de juny de 1947 i atorgada el 4 de febrer de 1964, però la divulgació pública dels detalls de disseny de l'EDVAC en el "First Draft" (que també eren comuns en l'ENIAC) va ser més tard citada com una causa per a la invalidació de la patent de l'ENIAC el 1973.

## Les conferències de la Moore School
El març de 1946, just després que s'anunciés l'ENIAC, la "Moore School" va decidir canviar la seva política de patents, per poder guanyar drets comercials per qualsevol desenvolupament futur d'ordinadors. Eckert i Mauchly van decidir que era inacceptable i van dimitir. No obstant això, havien estat contractats per fer una cosa més en la Moore School: donar tot un seguit de xerrades sobre disseny d'ordinadors.
El curs "The Theory and Techniques for Design of Digital Computers" (Teoria i tècniques pel disseny d'ordinadors digitals), es va dur a terme des del 8 de juliol fins al 31 d'agost de 1946. Eckert va donar 11 de les conferències. Mauchly i Goldstine en van fer sis cadascun. A "les conferències de la Moore School", tal com es van conèixer, van assistir representants de l'armada, la marina, el MIT, el National Bureau of Standards, les universitats de Cambridge, Columbia, Harvard, IBM, Bell Labs, Eastman Kodak, General Electric i la National Cash Register. Un cert nombre d'assistents van desenvolupar ordinadors més tard, com ara Maurice Wilkes, de Cambridge, que va construir l'EDSAC.

## Programari
L'interès de Mauchly requeia en les aplicacions d'ordinadors, així com en la seva arquitectura i organització. La seva experiència programant l'ENIAC i els seus successors el van portar a crear el "SHORT CODE", el primer llenguatge de programació usat en un ordinador (precedit pel conceptual Plankalkül de Zuse). Era un intèrpret de pseudocodi per a problemes matemàtics proposat el 1949 i que va funcionar sobre l'UNIVAC I i el II. La creença de Mauchly en la importància dels llenguatges el van portar a contractar a Grace Murray Hopper per desenvolupar un compilador per a l'UNIVAC.
A John Mauchly se li ha reconegut també ser el primer a usar el verb "to program" ("programar") en el seu article de 1942 sobre ordinadors electrònics, tot i que va ser en el context de l'ENIAC i no en el seu significat actual.

## Carrera
El Dr. Mauchly va continuar involucrat en ordinadors durant la resta de la seva vida. Va ser un membre fundador i president de l'"Association for Computing Machinery" (ACM) i també va ajudar a fundar la "Society of Industrial and Applied Mathematics" (SIAM). L'Eckert-Mauchly Computer Corporation va ser comprada per Remington Rand el 1950 i durant deu anys, el Dr. Mauchly es va quedar com a Director de Desenvolupament d'Aplicacions de l'UNIVAC. Va marxar el 1959 i va formar la consultora "Mauchly & Associated". L'any 1967 va fundar Dynatrend, una organització consultora d'ordinadors. El 1973 es va convertir en assessor de Sperry Univac.

## Premis
Mauchly va rebre nombrosos premis i honors. Era membre vitalici del Franklin Institute, la National Academy of Engineering i la Society for Advancement of Management. També va ser escollit Soci de la IRE, societat predecessora de la IEEE, el 1957, i va ser soci de l'American Statistical Association.